# Varnhalt
Varnhalt ist ein Stadtteil von Baden-Baden mit etwa 2000 Einwohnern.

## Geografie und Geschichte
Die Ortschaft liegt auf einer Höhe von 204 m am Westhang des Ybergs (520 m), südwestlich von Baden-Baden. Weinbau und Weinhandel zählen schon seit Jahrhunderten zu den Haupterwerbsquellen der Bewohner. So besteht das Weingut Nägelsförsterhof bereits seit 1588. Angebaut werden vor allem Rieslingweine mit den bekannten Namen „Steingrübler“ und „Klosterbergfelsen“. Zwischen den einzelnen Weinbergen besteht ein weitläufiges Wegenetz, von dem man bei guter Sicht bis zu den Vogesen und dem Pfälzerwald blicken kann.

## Weinbau
Varnhalt gehört neben Steinbach und Neuweier zu den so genannten Reblandgemeinden, die 1972 nach Baden-Baden eingemeindet wurden. Alle vier Weindörfer liegen am Ortenauer Weinpfad (Markierung: Rote Raute mit blauer Traube auf weißem Grund), der von Gernsbach bis Diersburg reicht. Die von den vier Orten bebaute Rebfläche gehört mit ihren 325 ha zu den größten geschlossenen Weinanbaugebieten Deutschlands. Die Winzer der Region sind in der Genossenschaft Affentaler Winzer organisiert. Die von ihr erzeugten Weine werden über das Baden-Badener Weinhaus am Mauerberg vertrieben.
Varnhalt besitzt neben den Orten Steinbach mit Umweg und Neuweier seit dem 18. Jahrhundert das Recht, Wein in Bocksbeuteln abzufüllen. Dieses Recht wurde im 18. Jahrhundert vom Würzburger Bischof verliehen; die drei Orte sind die einzigen Orte außerhalb Frankens in Deutschland, die dies dürfen.

## Vereinswesen
Die Musikvereinigung Varnhalt („Varnhalter Winzerbuben“) wurde 1909 vom damaligen 1. Vorstand Karl Graf, seinem Stellvertreter Karl Huck, Anton Liebich als Schriftführer und Bernhard Mast als Kassier gegründet.

## Persönlichkeiten
- Wilhelm von Apell (1892–1969), deutscher Generalleutnant im Zweiten Weltkrieg; lebte zuletzt und starb in Varnhalt
- Sigismund von Braun (1911–1998), wohnte seit 1949 mit seiner Familie in Varnhalt[2]